# Bedelia and Her Neighbor
Bedelia and Her Neighbor è un cortometraggio muto del 1912. Il nome del regista non viene riportato nei credit.

## Produzione
Il film venne prodotto dalla Reliance Film Company

## Distribuzione
Distribuito dalla Film Supply Company, il film - un cortometraggio di 150 metri - uscì nelle sale cinematografiche USA il 25 settembre 1912. Nelle proiezioni, veniva programmato con il sistema dello split reel, accorpato in un'unica bobina con un altro cortometraggio prodotto dalla Reliance, The Geranium.